# Amtsgericht Völklingen

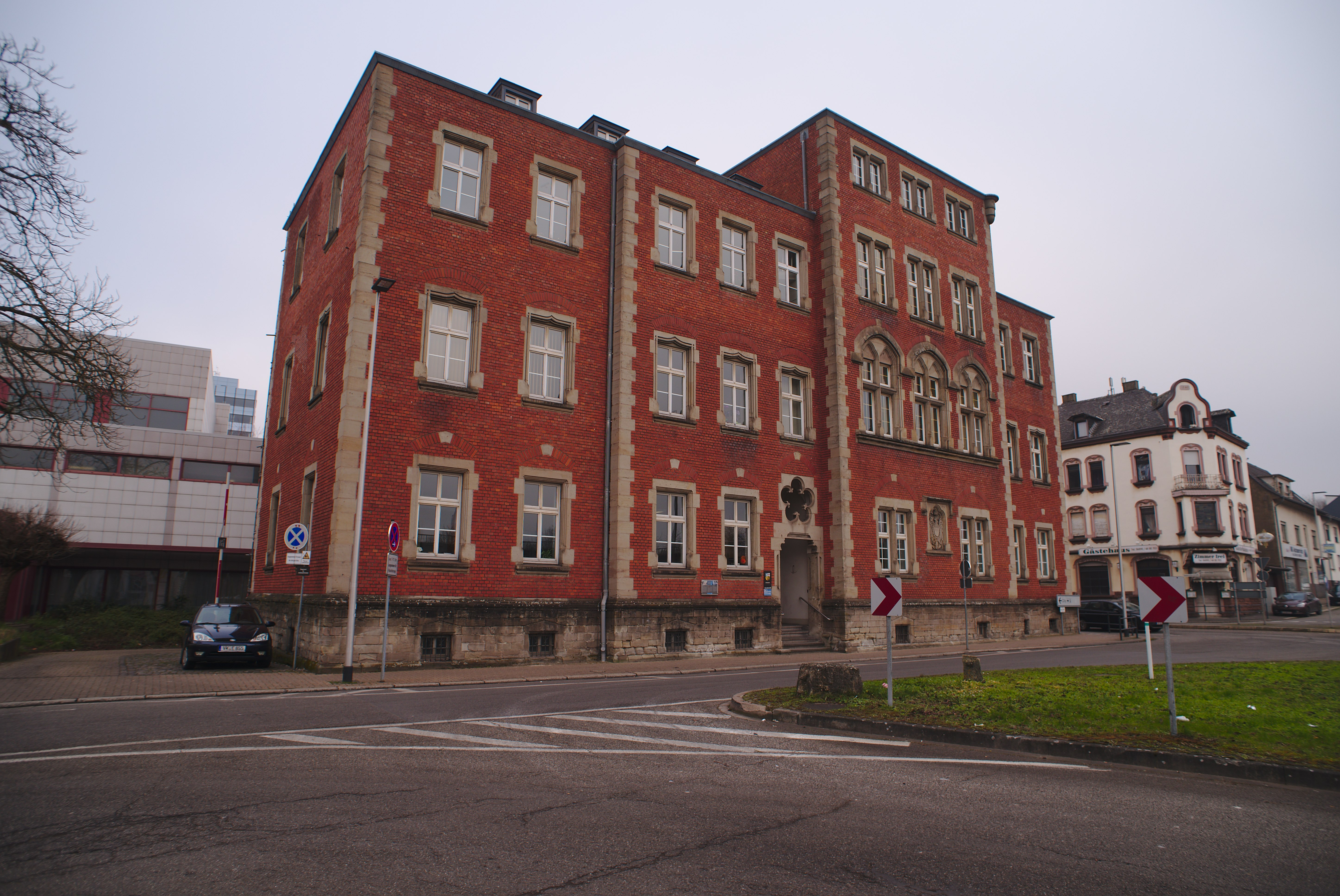
Das Gebäude des Amtsgerichts in der Karl-Janssen-Straße 35.

Das Amtsgericht Völklingen ist ein deutsches Gericht der ordentlichen Gerichtsbarkeit und eines von zehn Amtsgerichten im Bezirk des Landgerichts Saarbrücken.

## Gerichtssitz und -bezirk

Lage der Amtsgerichte in den jeweiligen Gerichtsbezirken im Saarland

Das Gericht hat seinen Sitz in der Stadt Völklingen im Saarland.
Der Gerichtsbezirk umfasst neben der Mittelstadt Völklingen die Stadt Püttlingen mit den Stadtteilen Püttlingen und Köllerbach sowie die Gemeinden Großrosseln und Heusweiler. Damit ist der Bezirk etwa 156 km2 groß. In ihm leben ca. 84.000 Einwohner (Stand 30. September 2017).

## Geschichte
Das preußische Friedensgericht Völklingen, ein Vorläufer des heutigen Amtsgerichts, wurde 1868 neu gebildet. Mit dem Inkrafttreten des Deutschen Gerichtsverfassungsgesetzes wurde die reichsweit einheitliche Gerichtsstruktur umgesetzt und das Friedensgericht Völklingen in das Amtsgericht Völklingen umgewandelt.

## Gerichtsgebäude
Das Gerichtsgebäude befindet sich in der Karl-Janssen-Straße 35 in Völklingen. Seit 1893 ist der Sitz des Gerichtes an dieser Stelle. 1993 wurde das Gebäude komplett renoviert. Immer wieder gab es Um- und Anbauten, doch der historische Anblick des Hauses blieb bis heute erhalten.

## Übergeordnete Gerichte
Dem Amtsgericht Völklingen ist das Landgericht Saarbrücken übergeordnet. Zuständiges Oberlandesgericht ist das Saarländische Oberlandesgericht, ebenfalls mit Sitz in Saarbrücken.